# کشیم کمینه
کشیم کمینه(نام علمی: Tachybaptus dominicus) نام یک گونه از تیره کشیم است.